# Oligacanthorhynchus spira
Oligacanthorhynchus spira är en hakmaskart som först beskrevs av Diesing 1851.  Oligacanthorhynchus spira ingår i släktet Oligacanthorhynchus och familjen Oligacanthorhynchidae. Inga underarter finns listade i Catalogue of Life.